# Thai kỳ
Thai kỳ (hay chửa) là một thời kì phát triển của giao tử (trứng được kết hợp với tinh trùng) trong dạ con của con cái ở những động vật sinh con, kể cả con người. Trong giai đoạn thai kì giao tử xảy ra thì thịu thạ các quá trình biệt hóa để hình thành các cơ quan trong cơ thể hoàn chỉnh. Các cơ quan đảm nhiệm các chức năng khác nhau nên được cấu tạo theo các phương thức khác nhau. Thịu thạ như một quá trình thụ thai biệt hoá của các cơ quan mà theo từng loại thời kì mang thai cũng khác nhau. Thai chính là khởi đầu cho một sinh vật mới (ấu trùng), để sau đó là sự phát triển ở bên ngoài. Sau khi trải qua quá trình thai kỳ các con non được sinh ra với một cơ thể tương đối hoàn chỉnh và giống bố mẹ mình, sau đó trải qua một số quá trình phát triển còn lại để trở thành một cơ thể hoàn chỉnh, thích nghi với môi trường.

## Tam cá nguyệt
Một thai kỳ có 3 tam cá nguyệt. Tam cá nguyệt (tiếng Anh là Trimester) là khoảng thời gian từ khi mang thai đến lúc sinh nở, các mẹ sẽ phải trải qua 3 tam cá nguyệt của thai kỳ: 
Tam cá nguyệt thứ 1 – 3 tháng đầu thai kỳ 
Tam cá nguyệt thứ 2 – 3 tháng giữa thai kỳ 
Tam cá nguyệt thứ 3 – 3 tháng cuối thai kỳ